# Antirrhinum sempervirens
Antirrhinum sempervirens ist eine Pflanzenart aus der Gattung der Löwenmäuler (Antirrhinum) in der Familie der Wegerichgewächse (Plantaginaceae).

## Beschreibung
Antirrhinum sempervirens ist ein Zwergstrauch, dessen niederliegende Stängel Längen von 25 cm erreichen. Die Pflanze ist drüsenlos kurzflaumig bis zottig behaart, gelegentlich treten aber auch im Blütenstand drüsige Trichome auf. Die meist gegenständigen Laubblätter sind 12 bis 30 mm lang und 5 bis 17 mm breit, länglich bis elliptisch. Die Blattstiele sind 3 bis 7 mm lang.
Die Tragblätter ähneln den Laubblättern. Die Blütenstiele sind 5 bis 10 mm lang. Die Kelchzipfel sind 5 bis 6 mm lang, lanzettlich, zugespitzt. Die Krone ist 20 bis 25 mm lang, weiß oder cremefarben, oft violett geadert und mit einem violetten Fleck auf der Oberlippe versehen. Der Gaumen ist gelb oder weiß.
Die Früchte sind fast kugelförmige, drüsig behaarte Kapseln mit einem Durchmesser von 6 mm.

## Vorkommen und Standorte
Die Art ist in den mittleren Pyrenäen und im östlichen Mittel-Spanien verbreitet. Sie wächst dort im Gebirge auf Felsen.